# Athos-prijs
De Athos-prijs was een vijfjaarlijkse literatuur-aanmoedigingsprijs. Slechts schrijvers jonger dan 35 jaar komen voor de prijs in aanmerking. De prijs is ingesteld in 1956 door de Algemene Bond van Leesbibliotheekhouders. Criterium voor het winnen van de prijs is het aantal boeken dat in het jaar voorafgaand aan de prijs via aangesloten bibliotheken werd uitgeleend.  De prijs kan zowel toegekend worden voor een specifiek boek als voor het gehele oeuvre van een auteur.
Winnaars waren
1956 - Peter Jaspers voor Waarom speel je niet, Vincent?
1961 - Harry Mulisch voor zijn oeuvre
1965 - Jos van Manen Pieters voor de Tuinfluiter-serie